# Yacimiento arqueológico de La Solana
La Solana es un yacimiento arqueológico de la Edad del Cobre, situado en el municipio Salmantino
de Navalmoral de Béjar, pero cerca del pueblo de Fuentebuena.
En una orientación sur (solana) de un cerro llamado La Corvera. Con abundancia de agua,
tierras de cultivo y sobre pradreras con abundancia de pastos ganadero.
El yacimiento tiene una datación de hace entre 4.800 y 4.400 años.
Los trabajos arqueológicos fueron realizados entre 1986 y 1991, y financiados
por la junta de Castilla y León.
En él se pudo encontrar y estudiar, las formas de vida de la época:  viviendas-cabañas, formas
de enterramiento, silos de grano, herramientas, armas, ocre rojo ornamental, molinos de grano, etc.
La forma de vida del lugar, se sitúa en un pequeño valle elevado sobre el entorno, el cual
es un perfecto observatorio de una paleovía de la plata.
Sin duda los habitantes eran seminómadas, se establecían en cabañas en un entorno hasta
que acababan con los recursos del lugar y después migraban a otro lugar.
El número de personas del poblado debió ser el de una familia tribal.
La cabaña estudiada tiene base circular de piedra, de unos 6 m de diámetro y con forma cónica.
La base de la cubierta debía ser de troncos de madera, recubiertos por diferente vegetación,
barro y pieles. En el centro se hacía el fuego, en una sobreelevación del suelo
Dentro de la cabaña se encuentran diferentes fosas redondas excabadas en la tierra, en las que se
guardaría vasijas, cerámica, grano (silos), e incluso carne.
La cabaña sólo sería usada para pernoctar y como refugio, pero durante el día, la vida se
desarrollaría fuera, donde también había lugares para hacer fuego, cocinar y lugares para guardar 
leña.
Cerca de la cabaña también se ha encontrado un enterramiento, pero sin ajuar.